# O'Leary
O'Leary är en ort i Kanada.   Den ligger i provinsen Prince Edward Island, i den östra delen av landet, 900 km öster om huvudstaden Ottawa. O'Leary ligger 35 meter över havet och antalet invånare är 861.
Terrängen runt O'Leary är platt. Runt O'Leary är det mycket glesbefolkat, med 4 invånare per kvadratkilometer.. Närmaste större samhälle är Alberton, 16,9 km nordost om O'Leary. 
Omgivningarna runt O'Leary är en mosaik av jordbruksmark och naturlig växtlighet.